# Plíniuszi kitörés
A plíniuszi kitörés, vagy más néven vezúvi kitörés olyan vulkánkitörést jelöl, mint amely a Vezúv 79-es kitörése volt, amelyet később a ifjabb Plinius vetett papírra.  Ez megölte nagybátyját, idősebb Pliniust, akiről ezt a fajta kitörést elnevezték.
A plíniuszi kitörésekre heves gázrobbanások kíséretében nagy mennyiségű vulkáni hamu kiszabadulása a légkörbe jellemző, amely nagy magasságokba feljut, elérheti akár a sztratoszférát is.
A rövidebb kitörések akár egy napon belül abbamaradhatnak, míg a nagyobbak akár több hétig, esetleg hónapokig is eltarthatnak. A nagyobb kitörések kitörési oszlopa időnként magába roskad, amely vulkanikus törmelékárt hoz létre. Mivel a vulkán belsejét korábban kitöltő magma a szabadba távozik a kitörés során, ezért gyakran már semmi sem támasztja meg belülről a vulkán tetejét, amely beomlik, létrehozva ezáltal a kalderát. A finomszemcsés vulkáni hamu nagy területen szóródhat szét. A plíniuszi kitörések nagy hangerővel járhatnak, ilyen volt például a Krakatau 1883-as kitörése, ami az egész világon hallható volt. 
A vulkánból kiömlő láva gyakran riolitos, amely bőven tartalmaz szilikátot. Az ilyen kitörések során a bazaltláva igen ritka, példának okáért a legutolsó ilyen kitörés 1886-ban fordult elő a Mount Tarawera esetében.

## Plinius leírása
Ifjabb Plinius így írta le a kitörést.

„Augusztus 24-én, körülbelül dél után édesanyám odahívatta őt magához, mert észrevett egy felhőt, amely elég szokatlan alakú és méretű volt. Ezután belenézett a Napba, miután vett egy hideg fürdőt, majd elköltött egy könnyű ebédet, visszatért könyveihez, majd azonmód felállt, s kiment, hogy felmenjen egy emelkedőre, amelyről jobban látta e szokatlan eseményt. Egy felhő – hogy melyik hegyből, azt nem lehet megállapítani erről a távolságról (de az biztos, hogy a Vezúv mögött) – emelkedett fel, hogy milyen alakú is volt, azt elég nehéz leírni, de mandulafenyőhöz hasonlatos alakot lövellt fel hatalmas törzzsel, amely a tetején több kisebb ágra szakadva szétterült, ahogy elképzelem, semmi hirtelen szélvihar nem kavarta meg, az erő, amely megnövelte ezt, felfelé tört, majd a felhő önnön nyomása alatt összroskadt, azon módon, ahogyan én említettem, időnként fényesnek, időnként meg sötétnek és pettyesnek hatott és többé-kevésbé földet és parazsat is tartalmazott. Ezt a jelenséget egy olyan ember látta, aki tanulmányozni és kutatni akarta, mint az én nagybátyám, aki közelebbről akarta megnézni.”

– Levelek hatodik könyve, tizenhatodik levél

Idősebb Plinius ki akarta menteni a veszélybe került embereket a Nápolyi-öböl partjáról, ezért útnak indította gályáit a Stabiae-öbölbe (a mai Castellammare di Stabia város közelében). Ifjabb Plinius számlát nyitott a temetésére és biztos volt abban, hogy a nagybátyja a vulkán mérgező gázainak belégzése miatt vesztette életét. Augusztus 26-án találták meg holttestét, külsérelmi nyomok nélkül, a Vezúv hamuja alatt.

## Fordítás
- Ez a szócikk részben vagy egészben  a   Plinian eruption című angol Wikipédia-szócikk ezen változatának fordításán alapul.  Az eredeti cikk szerkesztőit annak laptörténete sorolja fel. Ez a jelzés csupán a megfogalmazás eredetét és a szerzői jogokat jelzi, nem szolgál a cikkben szereplő információk forrásmegjelöléseként.